# 倫敦電視中心
伦敦電視中心（英語：Television Centre），前称BBC電視中心（英語：BBC Television Centre），是一處位於英國倫敦的媒体大樓，建成於1960年，曾完全用于英國廣播公司。BBC電視中心曾經是世界最大的電視台總部，在1998年至2013年3月期間，BBC新聞都是從這裡播出。建築分為攝影棚，辦公區和技術區三個部分，外觀類似甜甜圈。BBC電視中心在開設當時曾多次發生停電事件。BBC电视第二台本來預計於1964年4月20日開始播出，卻在當天因為停電而改在次日開始播出。
2004年，BBC宣布將搬遷總部至廣播大樓。2013年3月末，BBC電視中心宣布關閉整修，2017年重开部分区域。同一年，倫敦電視中心的所有者改為加拿大企業艾伯塔投資管理公司。2018年，ITV的部分節目（如早安英國）開始在倫敦電視中心製作。現在BBC和ITV均在倫敦電視中心製作電視節目。2020年6月29日，電視中心迎來其開業60週年，皇家電視學會因此製作了特別節目。

## 外部連結

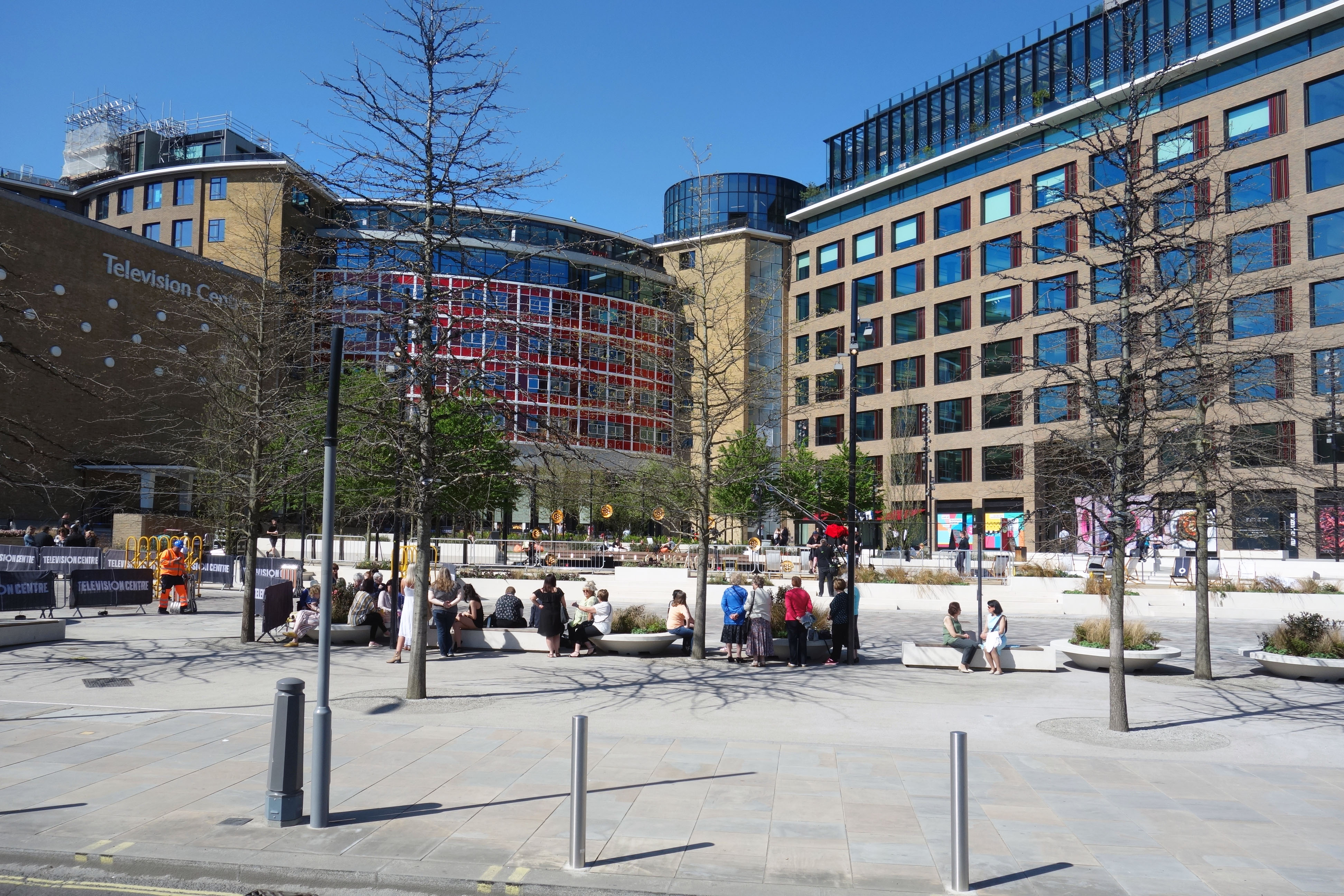
BBC電視中心

- BBC Press Office: Television CentreArchive.today的存檔，存档日期2013-01-14
- Television Centre Backstage Tours （页面存档备份，存于）

51°30′36″N 0°13′35″W / 51.5099°N 0.2263°W